# Arcos de Valdevez

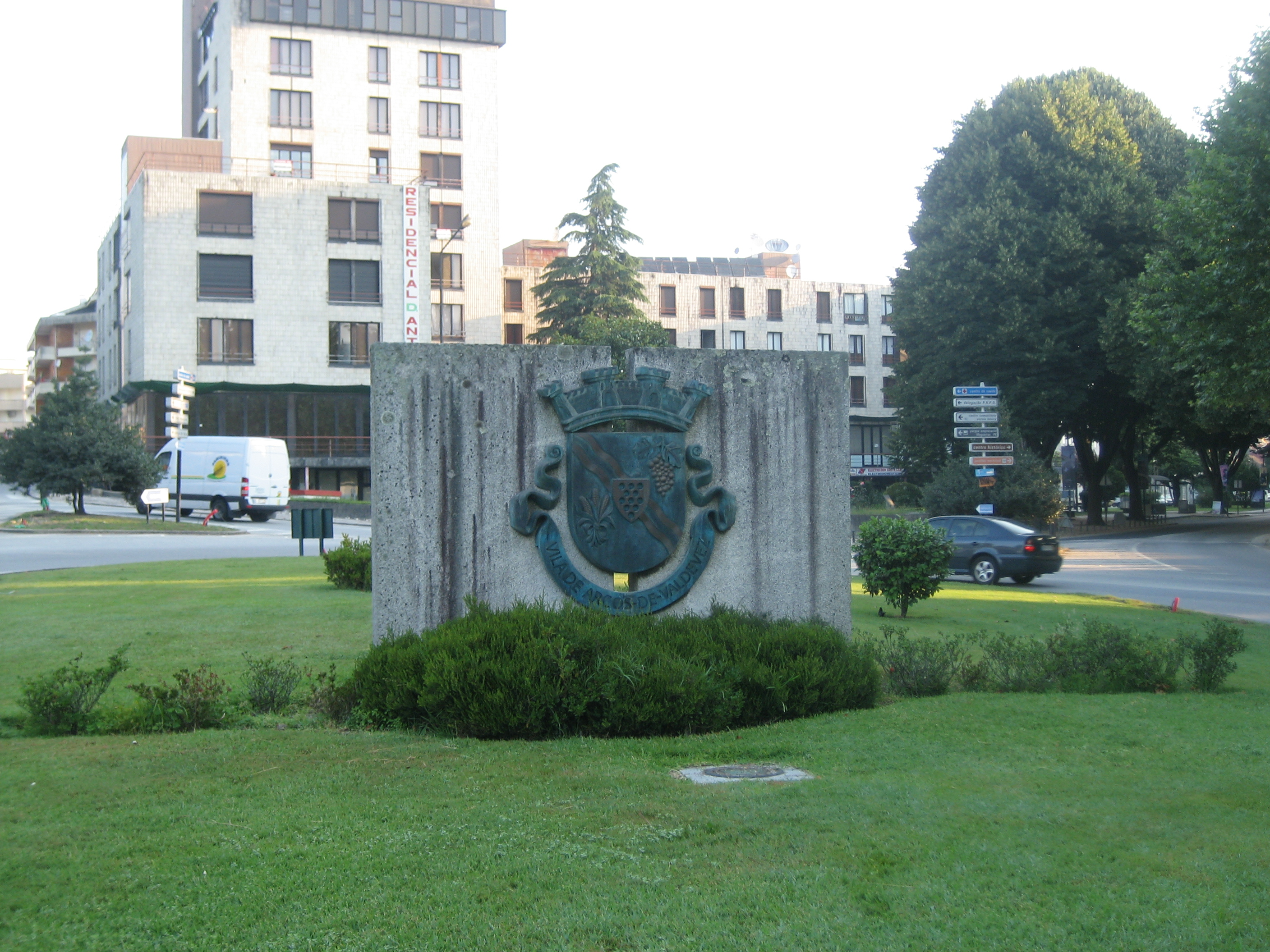
Das Stadtwappen am Ortseingang

Arcos de Valdevez (portugiesisch für Bögen von Valdevez, wobei Valdevez eine altertümliche Bezeichnung für Vale do Vez ist, dt.: Tal des Flusses Vez) ist eine Kleinstadt (Vila) in Portugal mit 20.718 Einwohnern (Stand 19. April 2021).

## Geschichte

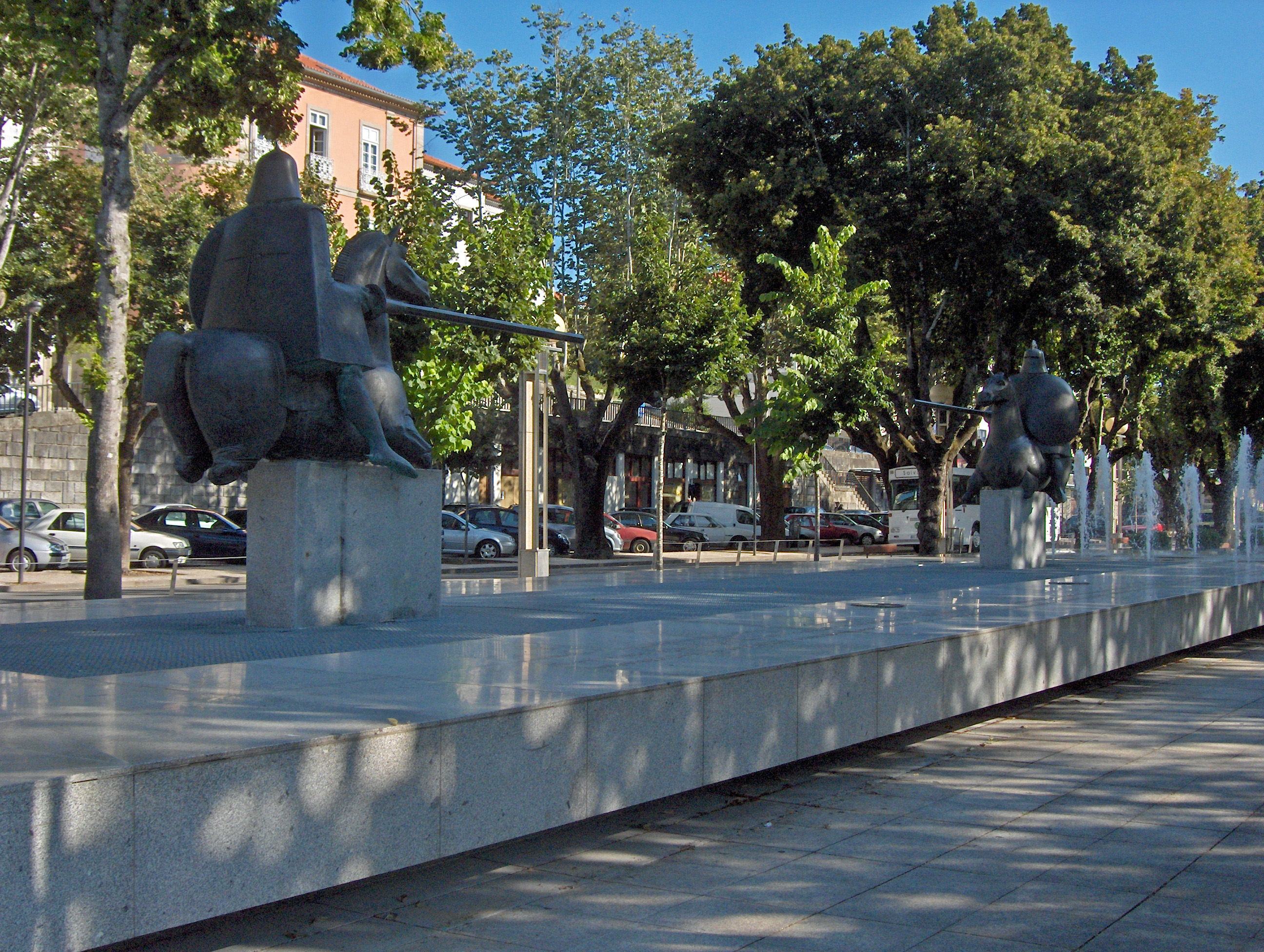
Denkmal für das Turnier von 1140, daneben der Leuchtbrunnen Fonte Luminosa

Der Ort wurde 350 v. Chr. von Keltiberern als Arcobriga gegründet. Funde, darunter Grabstätten, belegen tatsächlich die vorgeschichtliche Besiedlung des Gebietes bis zur Ankunft der Römer ab dem 2. Jahrhundert v. Chr., die den Ort Arcobrica nannten. Diese legten kleinere Befestigungen im heutigen Kreisgebiet an. Die fruchtbaren Böden und die zahlreichen hiesigen Wasserläufe blieben Anziehungspunkte für Ansiedlungen. Im Mittelalter entstanden hier erste Gemeinden. 1140 trafen hier die Streitkräfte von Alfons VII. und dem Herrscher des seit 1139 als unabhängig erklärten Königreich Portugals, Dom Afonso Henriques, aufeinander. Um eine Schlacht zu vermeiden, trug man ein Ritterturnier aus, aus dem die Reiter Dom Afonso Henriques siegreich hervorgingen, und er nannte sich fortan offiziell König Portugals. Gelegentlich wird er als neuzeitlicher Gründer des Ortes genannt.
König Manuel I. gab dem Ort unter dem Namen Terra do Valdovez im Jahr 1515 Stadtrechte (Foral). Im Zuge der Verwaltungsreformen nach der Liberalen Revolution und dem Miguelistenkrieg Mitte des 19. Jahrhunderts erfuhr der Kreis von Arcos de Valdevez deutliche Erweiterungen.

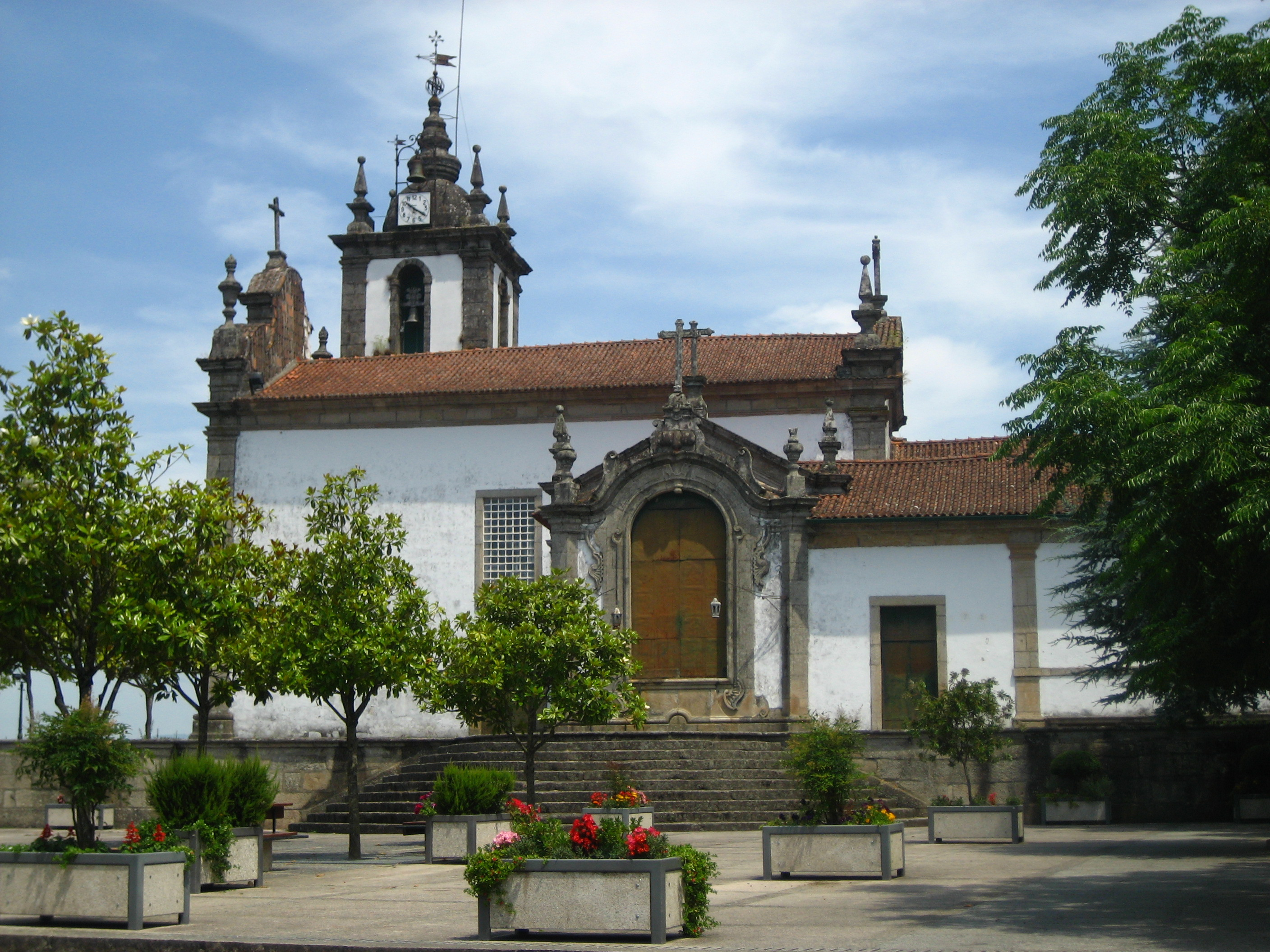
Die Hauptkirche des Ortes, eine der zahlreichen Kirchen und Kapellen

## Kultur und Sehenswürdigkeiten
Der Kreis liegt zum Teil im Nationalpark Peneda-Gerês. Verschiedene Wanderwege sind angelegt, und auch ein Rundweg durch den Ort Arcos de Valdevez entlang seiner Baudenkmäler ist eingerichtet.
Zu den Baudenkmälern von Arcos de Valdevez zählen, neben einigen historischen Brücken und Gebäuden, archäologischen Ausgrabungen und steinernen Brunnenanlagen, vor allem eine Vielzahl Herrenhäuser und Sakralbauten. Dazu gehören einige Klöster im Kreis, etwa das Kloster Ermelo.
Auch der historische Ortskern als Ganzes steht unter Denkmalschutz, jedoch wirkt der Ort trotz allem weniger romantisch, als vergleichbare Orte.
In der Casa do Terreiro, einem Stadtpalast aus dem 18. Jahrhundert, ist heute das Stadtmuseum und die Stadtbibliothek untergebracht. Sie ist auch Ort von Ausstellungen und anderer Aktivitäten und heißt daher auch Casa das Artes (dt.: Haus der Künste).

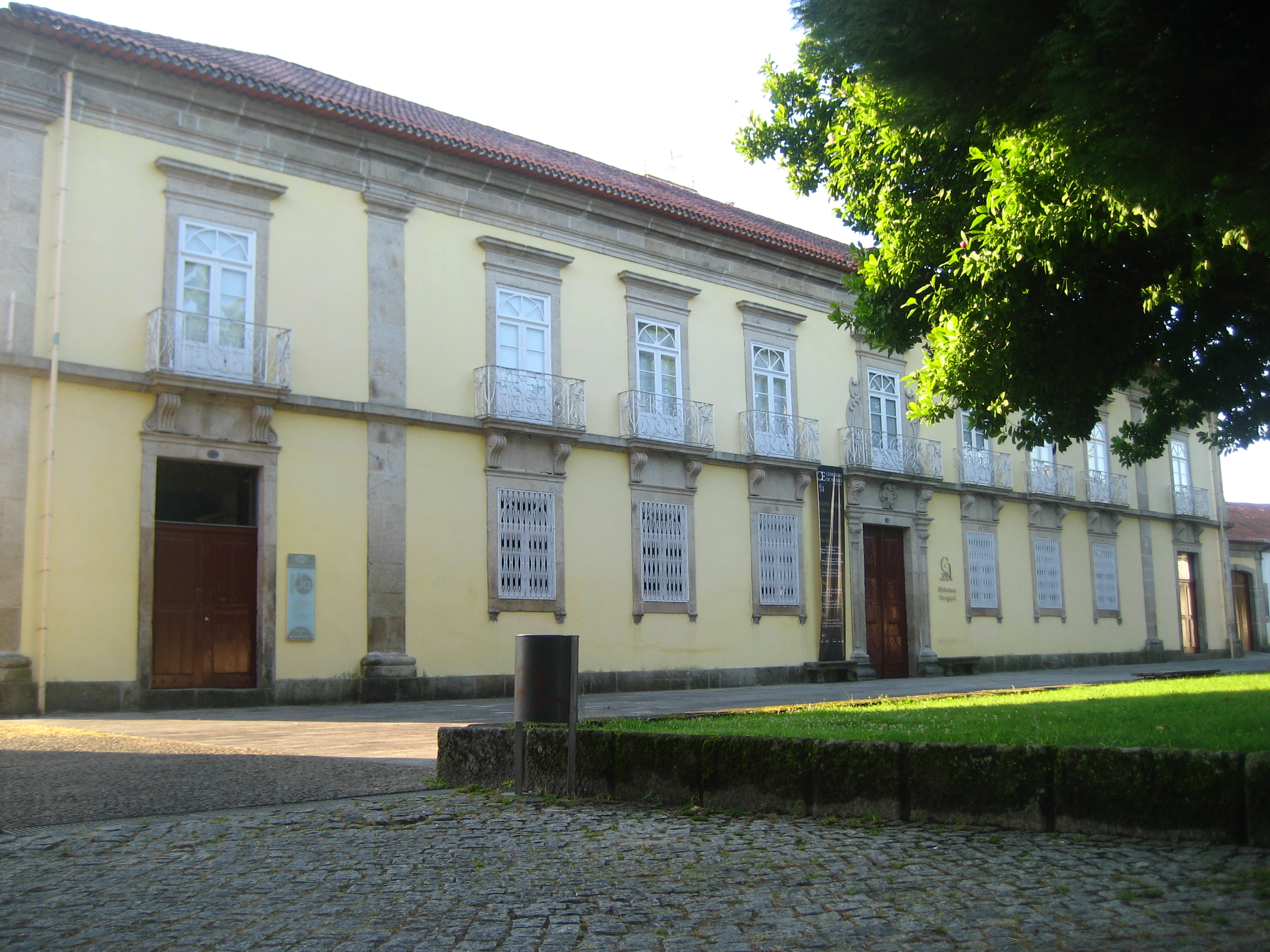
Die Casa do Terreiro

## Kreis

### Verwaltung
Arcos de Valdevez ist Sitz eines gleichnamigen Kreises, der im Osten an Spanien grenzt. Die Nachbarkreise sind (im Uhrzeigersinn im Norden beginnend): Monção, Melgaço, Ponte da Barca, Ponte de Lima sowie Paredes de Coura.
Mit der Gebietsreform im September 2013 wurden mehrere Gemeinden zu neuen Gemeinden zusammengefasst, sodass sich die Zahl der Gemeinden von zuvor 51 auf 36 verringerte.

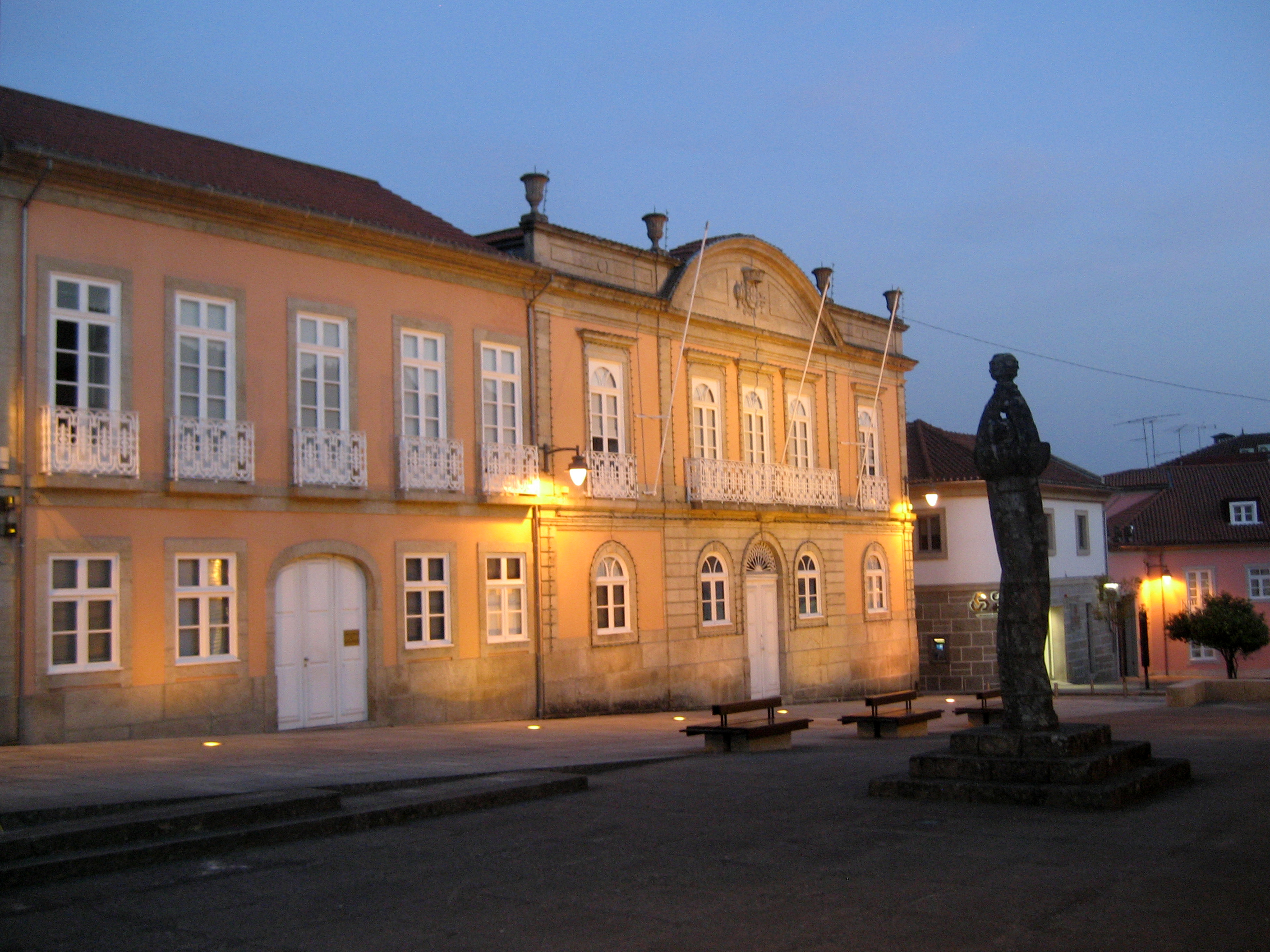
Das Rathaus (Câmara Municipal) von Arcos de Valdevez

Die folgenden Gemeinden (Freguesias) liegen im Kreis Arcos de Valdevez:

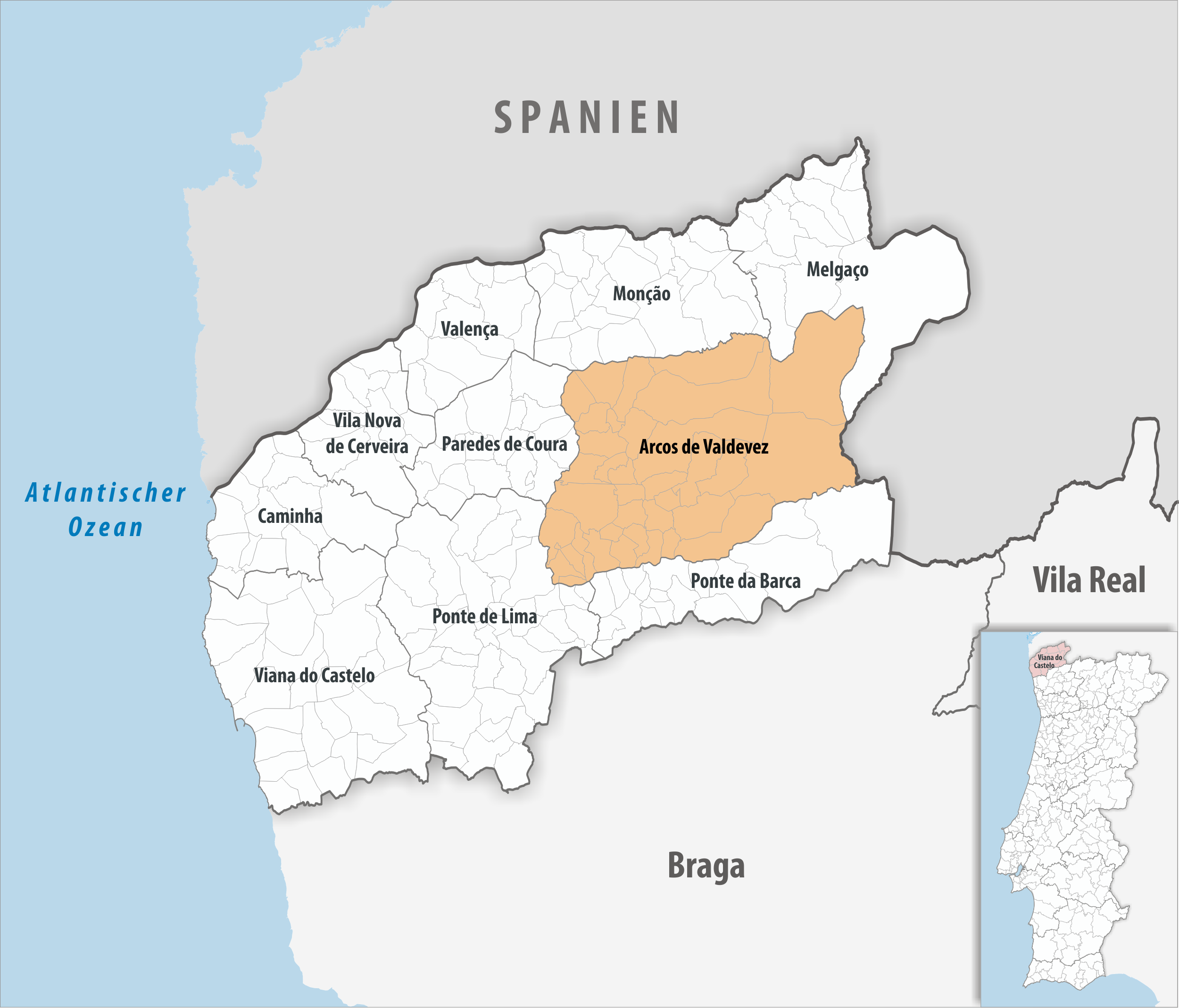
Kreis Arcos de Valdevez

| Gemeinde                                | Einwohner (2021) | Fläche km² | Dichte Einw./km² | LAU- Code |
| --------------------------------------- | ---------------- | ---------- | ---------------- | --------- |
| Aboim das Choças                        | 295              | 1,83       | 161              | 160101    |
| Aguiã                                   | 707              | 3,81       | 186              | 160102    |
| Álvora e Loureda                        | 378              | 10,24      | 37               | 160152    |
| Arcos de Valdevez e Giela               | 1.676            | 5,52       | 304              | 160153    |
| Arcos de Valdevez, Vila Fonche e Parada | 2.754            | 5,27       | 522              | 160154    |
| Ázere                                   | 207              | 3,18       | 65               | 160104    |
| Cabana Maior                            | 177              | 13,40      | 13               | 160105    |
| Cabreiro                                | 324              | 41,72      | 8                | 160106    |
| Cendufe                                 | 308              | 3,16       | 98               | 160108    |
| Couto                                   | 646              | 5,79       | 112              | 160109    |
| Eiras e Mei                             | 322              | 6,00       | 54               | 160155    |
| Gavieira                                | 258              | 57,71      | 4                | 160113    |
| Gondoriz                                | 861              | 33,97      | 25               | 160115    |
| Grade e Carralcova                      | 450              | 13,95      | 32               | 160156    |
| Guilhadeses e Santar                    | 1.172            | 3,91       | 300              | 160157    |
| Jolda e Rio Cabrão                      | 421              | 4,23       | 99               | 160158    |
| Jolda (S. Paio)                         | 316              | 1,70       | 186              | 160142    |
| Miranda                                 | 245              | 10,02      | 24               | 160121    |
| Monte Redondo                           | 196              | 2,38       | 82               | 160122    |
| Oliveira                                | 327              | 3,21       | 102              | 160123    |
| Paçô                                    | 970              | 4,60       | 211              | 160124    |
| Padreiro (Salvador e Santa Cristina)    | 349              | 4,43       | 79               | 160159    |
| Padroso                                 | 197              | 7,93       | 25               | 160125    |
| Portela e Extremo                       | 323              | 11,61      | 28               | 160160    |
| Prozelo                                 | 815              | 3,96       | 206              | 160128    |
| Rio de Moinhos                          | 433              | 3,59       | 121              | 160131    |
| Rio Frio                                | 536              | 19,28      | 28               | 160130    |
| Sabadim                                 | 410              | 8,33       | 49               | 160133    |
| São Jorge e Ermelo                      | 713              | 24,18      | 29               | 160161    |
| Souto e Tabaçô                          | 913              | 5,01       | 182              | 160162    |
| Senharei                                | 164              | 7,53       | 22               | 160144    |
| Sistelo                                 | 199              | 26,23      | 8                | 160145    |
| Soajo                                   | 670              | 59,10      | 11               | 160146    |
| Távora (Santa Maria e São Vicente)      | 848              | 6,74       | 126              | 160163    |
| Vale                                    | 662              | 15,12      | 44               | 160149    |
| Vilela, São Cosme e São Damião e Sá     | 476              | 8,95       | 53               | 160164    |
| Kreis Arcos de Valdevez                 | 20.718           | 447,59     | 46               | 1601      |

### Bevölkerungsentwicklung
| Einwohnerzahl im Kreis Arcos de Valdevez (1801–2011) | Einwohnerzahl im Kreis Arcos de Valdevez (1801–2011) | Einwohnerzahl im Kreis Arcos de Valdevez (1801–2011) | Einwohnerzahl im Kreis Arcos de Valdevez (1801–2011) | Einwohnerzahl im Kreis Arcos de Valdevez (1801–2011) | Einwohnerzahl im Kreis Arcos de Valdevez (1801–2011) | Einwohnerzahl im Kreis Arcos de Valdevez (1801–2011) | Einwohnerzahl im Kreis Arcos de Valdevez (1801–2011) | Einwohnerzahl im Kreis Arcos de Valdevez (1801–2011) |
| ---------------------------------------------------- | ---------------------------------------------------- | ---------------------------------------------------- | ---------------------------------------------------- | ---------------------------------------------------- | ---------------------------------------------------- | ---------------------------------------------------- | ---------------------------------------------------- | ---------------------------------------------------- |
| 1801                                                 | 1849                                                 | 1900                                                 | 1930                                                 | 1960                                                 | 1981                                                 | 1991                                                 | 2001                                                 | 2011                                                 |
| 21.435                                               | 25.824                                               | 31.968                                               | 32.163                                               | 38.739                                               | 31.156                                               | 26.976                                               | 24.761                                               | 22.847                                               |

### Kommunaler Feiertag
- 11. Juli

### Städtepartnerschaften
- Frankreich: Dammarie-les-Lys (seit 1999)[8]

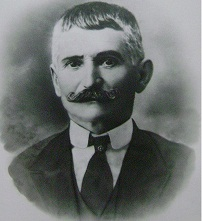
Júlio Lima

## Söhne und Töchter
- Mariana Joaquina Pereira Coutinho (1748–1820), Hofdame und Literaturförderin
- Manuel Inácio de Melo e Sousa (1771–1859), Politiker im Kaiserreich Brasilien
- Júlio Lima (1859–1942), Industrieller und Philanthrop
- Manuel António Gomes (1868–1933), genannt Padre Himalaya, Geistlicher, ökologischer Erfinder, ein Vater der modernen Sonnenenergienutzung
- António Pimenta Ribeiro (1901–1974), Arzt und Pädagoge
- Teodomiro Leite de Vasconcelos (1944–1997), mosambikanischer Schriftsteller und Journalist
- Pedro Tiba (* 1988), Fußballspieler
- Tomás Esteves (* 2002), Fußballspieler
- Gonçalo Esteves (* 2004), Fußballspieler

Der Schriftsteller Tomaz de Figueiredo (1902–1970) wuchs in Arcos de Valdevez auf.